# Furuno Inosuke
Furuno Inosuke (japanisch 古野 伊之助; geboren 13. November 1891 in Tomita (Präfektur Mie); gestorben 24. April 1966) war ein japanischer Medienunternehmer.

## Leben und Wirken
Furuno Inosuke begann 1909 seine Karriere als Reporter einer Niederlassung der Nachrichtenagentur Associated Press in Tokio. Während dieser Zeit wurde er sich der Notwendigkeit einer nationalen Nachrichtenagentur bewusst und arbeitete mit Manager Iwanaga Yūkichi (1883–1939) zusammen, um Kommunikationsautonomie zu erlangen.
Nachdem Furuno für die 1914 gegründete Nachrichtenagentur „Kokusai Tsushinsha“ (国際通信社) und für die 1926 gegründete „Shimbun Rengō“ (新聞聯合) gearbeitet hatte, wurde er 1936 Mitbegründer der Agentur „Dōmei Tsūshinsha“ (同盟通信社), deren Präsident er nach Iwanagas Tod 1939 wurde. Während des Zweiten Weltkrieges beteiligte er sich mit aller Kraft an der von der Politik verordneten Zeitungsintegration.
Nach dem Krieg wurde Furono von den Alliierten Besatzungsmächten als Klasse-A-Kriegsverbrecher verurteilt, wurde aber bereits 1946 freigelassen. Er übte dann als Direktor der Nachrichtenagentur Jiji Tsūshinsha und Vorsitzender des Verwaltungskomitees des nationalen Telefongesellschaft NTT großen Einfluss auf den japanischen Journalismus aus.